# Linstead
Linstead är en ort i Jamaica. Den ligger i parishen Parish of Saint Catherine, i den centrala delen av landet, 30 km nordväst om huvudstaden Kingston. Linstead ligger 119 meter över havet och antalet invånare är 20 660. Den ligger på ön Jamaica.
Terrängen runt Linstead är huvudsakligen kuperad, men den allra närmaste omgivningen är platt. Linstead ligger nere i en dal. Runt Linstead är det tätbefolkat, med 442 invånare per kvadratkilometer. Närmaste större samhälle är Spanish Town, 18,0 km söder om Linstead. I omgivningarna runt Linstead växer i huvudsak städsegrön lövskog.